# Lobelia darlingensis
Lobelia darlingensis är en klockväxtart som först beskrevs av Franz Elfried Wimmer, och fick sitt nu gällande namn av Albr. Lobelia darlingensis ingår i släktet lobelior, och familjen klockväxter. Inga underarter finns listade i Catalogue of Life.